# Daeijakdo
Daeijakdo är en ö i Sydkorea.   Den ligger i provinsen Incheon, i den nordvästra delen av landet, 80 km sydväst om huvudstaden Seoul. Arean är 3,7 kvadratkilometer.